# Lagidium peruanum
Lagidium peruanum é uma espécie de roedor da família Chinchillidae.
Pode ser encontrada no Chile e Peru.